# Odissea (romanzo)
Odissea (Trojan Odyssey) è un romanzo di Clive Cussler del 2003; narra le avventure di Dirk Pitt, ed è dedicato alla moglie Barbara Knight, morta quello stesso anno.

## Trama
È un'avventura, anzi un'"Odissea" che inizia nel 1200 a.C. all'epoca degli eroi omerici e che grazie a dei reperti dispersi in fondo al mare si trasferisce ai giorni nostri. Mentre Dirk Pitt e due giovani collaboratori molto vicini a lui stanno indagando su una serie di disastri, inondazioni e varie catastrofi, si imbatteranno in quei reperti e si scontreranno con una setta di donne bellissime. Un'avventura ambientata nei meravigliosi fondali marini a caccia di risposte e di colpevoli.

## Edizioni
- Clive Cussler, Odissea, traduzione di Marina Beretta, collana La Gaja scienza, Longanesi, 14 ottobre 2004,  p. 504, ISBN 9788830422001.
- Clive Cussler, Odissea, traduzione di Marina Beretta, Teadue, TEA, 2006,  p. 494, ISBN 9788850209842.
- Clive Cussler, Odissea, traduzione di Marina Beretta, Best TEA, TEA, 2009,  p. 375, ISBN 9788850216741.
- Clive Cussler, Odissea, traduzione di Marina Beretta, Tea più, TEA, 20 giugno 2019,  p. 496, ISBN 9788850254088.